# Nordstern Arena Horsens
Nordstern Arena Horsens (tidl. CASA Arena Horsens), også kendt som Forum Horsens Stadion  (tidl. Horsens Idrætspark), er et kommunalt ejet stadion i Horsens. Nordstern Arena Horsens er hjemmebane for AC Horsens i Superligaen, men anvendes også til koncerter og lignende. Det nye stadion ligger på Langmarksvej ved siden af Forum Horsens, ca. 15 min. gang fra Horsens Banegård.
På tilskuerpladserne rummer stadionet 10.495 tilskuere, heraf 7.500 siddepladser. Ved afholdelse af koncerter, gymnastikopvisning og lignende, kan arenaen rumme ca. 30.000 tilskuere. Der er banevarme og lysanlægget yder 1000 lux men er forberedt til at kunne yde 1400 lux.
I senere tid har der været mange koncerter på Nordstern Arena blandt andet har AC/DC, The Rolling Stones og U2 spillet der, men efter åbningen af det nye spillested Fængslet er de store koncerter flyttet der hen.
Horsens Stadion blev indviet den 16. juni 1929 og hed dengang Horsens Idrætspark. Det er sidst renoveret i 1998/2001. I 2006 besluttede Horsens Kommune at bygge et nyt stadion, som den 30. april 2008 fik navnet Nordstern Arena Horsens og som blev færdig i begyndelsen af 2009. Arenaen er lukket med glasfacader hele vejen rundt. I 2022 skiftede stadionet navn fra CASA Arena Horsens til Nordstern Arena Horsens. Dette skete grundet en fusion mellem byggefirmaerne CASA og KPC, hvor de tog det fælles navn Nordstern.
Sydtribunen rummer en sponsorlounge med plads til ca. 1.000 spisende gæster. Desuden er der i den lille foyer mellem Forum Horsens en sportcafé.
Det nye anlæg har kostet 125 mio. kroner, og er finansieret af Horsens Kommune og dels af private investorer.

## Galleri
- Stadion
- Fodbold på stadion
- Sydtribunen
- AC Horsens fan

## Tilskuere
Antal tilskuere gennemsnitligt pr. sæson i Superligaen
| Sæson   | Gennemsnit | +/-    |
| ------- | ---------- | ------ |
| 2006-07 | 3.693      | -7,7%  |
| 2007-08 | 3.999      | 8,3%   |
| 2008-09 | 4.685      | 17,2%  |
| 2010-11 | 4.196      | -      |
| 2011-12 | 5.039      | 20,1%  |
| 2012-13 | 3.970      | -21,2% |
| 2016-17 | 2.505      | -      |
| TOTAL   | 3.993      |        |